# Liutprando
(Paolo Diacono, Historia Langobardorum, VI, 58)
Liutprando (Milano, 690 circa – Pavia?, gennaio 744) è stato re dei Longobardi e re d'Italia dal 712 al 744.
Tra i più grandi sovrani longobardi, cattolico, fu "litterarum quidem ignarus" ("alquanto ignorante nelle lettere", secondo quanto dice Paolo Diacono nella sua Historia Langobardorum), ma intelligente, energico ed ambizioso. La sua volontà di potere derivava dalla consapevolezza di essere stato oggetto di una speciale scelta divina, come annuncia lui stesso nel prologo alle Liutprandi Leges. Fu amato e temuto dal suo popolo, che ammirava la saggezza del legislatore, l'efficacia del comandante militare e anche il coraggio personale - manifestato per esempio quando sfidò a duello, solo, due guerrieri che architettavano un attentato contro di lui.
Accentrò il governo del regno longobardo nelle sue mani, limitando fortemente l'autonomia dei duchi, arricchendo la legislazione e portando avanti con decisione l'integrazione tra la cultura germanica e quella latina in Italia. Accrebbe i possedimenti del regno, contenne il potere del papato e svolse una politica di respiro europeo. Fu, accanto a Grimoaldo, il sovrano longobardo che più si avvicinò al progetto di divenire nei fatti ciò che tutti i re di Pavia proclamavano di essere: rex totius Italiae.

## Biografia

### I primi anni
Il luogo natale di Liutprando non è noto con certezza, ma è probabile che sia nato a Milano, come viene suggerito dal Versum de Mediolano Civitate. Figlio di Ansprando, scampò in giovanissima età alla vendetta di Ariperto II, che fece imprigionare e mutilare la madre e i fratelli; Liutprando fu invece riconsegnato al padre, esule in Baviera. Rientrò in Italia nel 712, quando il padre sconfisse Ariperto subentrandogli, e venne immediatamente associato al trono. Ansprando morì dopo appena tre mesi, lasciando Liutprando unico re.

### Il regno

#### L'organizzazione del potere
Rafforzò la struttura del palazzo reale di Pavia trasformandolo nel vero centro politico del regno, ampliando la cancelleria (equivalente medievale del moderno governo) in modo da poter sostenere le esigenze di un regno sempre più basato sull'uso di documenti scritti. Nucleo dell'attività di palazzo erano il maresciallo (strator o marphais), lo scudiero regio (spatharius), il tesoriere (vesterarius) e il maggiordomo di palazzo, capo dell'amministrazione.
Accentuò il carattere sacro del Palazzo regio (sacrum palatium) e la centralità della capitale. Pavia, sede del re, della corte e dell'annuale assemblea del popolo, venne arricchita da costruzioni adatte a sottolinearne la funzione. Già i re della dinastia Bavarese avevano eretto edifici di rappresentanza; Liutprando diede ulteriore impulso all'attività, facendo di Pavia anche la capitale architettonica del regno.
Ristrutturò con leggi apposite le cariche dei funzionari regionali, definendone la gerarchia e le funzioni per ottenere una più equa amministrazione della giustizia, una più completa registrazione degli obblighi militari e una più stabile sicurezza interna. Lo sculdascio amministrava la giustizia in un villaggio; i decani e i saltarii erano responsabili di un distretto rurale e i sindaci di una città. Entrambi erano sottoposti agli iudices, ovvero duchi e gastaldi che esercitavano il dominio su una civitas (città sede vescovile) e sul suo contado. Gli iudices rispondevano direttamente al re, vertice dell'intero sistema. Il potere di Liutprando si fondò anche sul rafforzamento del demanio regio, fonte di sostentamento per la corte e per l'intera struttura amministrativa che da essa dipendeva.
La sua personalità e l'organizzazione che diede al regno segnarono un periodo aureo dell'Italia longobarda, evidente anche ai contemporanei che potevano paragonare la solidità del dominio di Liutprando ai conflitti che avevano caratterizzato gli anni precedenti. Tale istanza di stabilità venne ribadita da Liutprando anche quando accettò l'associazione al trono di suo nipote Ildebrando, nel 737. L'iniziativa fu presa dalla nobiltà longobarda in occasione di una grave malattia del re, che aveva sposato Guntruda, figlia del duca di Baviera Teodeberto (l'antico protettore di suo padre Ansprando), ma non aveva avuto figli maschi. Secondo quanto riferisce Paolo Diacono, Liutprando reagì dapprima infuriandosi, ma poi riconoscendo la necessità di quell'atto per garantire una successione pacifica.

#### L'attività legislativa
Fin dal suo primo anno di regno intervenne sul corpus legislativo longobardo, emanando sei norme giuridiche di integrazione all'Editto di Rotari. Tra il 713 e il 735 promulgò altre centocinquantatré leggi, divenendo dopo Rotari il più attivo legislatore longobardo. Introdusse riforme legali ispirate al diritto romano e le nuove leggi erano contenute in dodici volumi. Rese efficienti i tribunali (Corti di giustizia) e modificò la tradizione longobarda del guidrigildo, ovvero del denaro dato in risarcimento per offese o omicidi, aggiungendo alla pena pecuniaria anche la confisca dei beni del reo (di cui una metà andava ai parenti della vittima, l'altra metà nelle casse reali).
I numerosi provvedimenti miravano sia a rimediare a carenze del diritto longobardo, sia a realizzare quella che considerava una sua funzione primaria: adempiere alla volontà divina. Secondo le sue parole, "le leggi che un principe cristiano e cattolico ha deciso di stabilire e valutare con saggezza non le ha concepite nell'animo, ponderate nella mente e rese proficuamente compiute con le opere per la propria previdenza, ma per volontà e ispirazione di Dio, perché il cuore del re è nelle mani di Dio" (prologo alle Liutprandi Leges raccolte nelle Leges Langobardorum).
L'attività di redazione e di promulgazione delle nuove leggi erano eventi che rafforzavano l'unità dei Longobardi, poiché avvenivano in occasione dell'assemblea del popolo che si teneva ogni anno a Pavia il primo marzo. Liutprando presentava le nuove leggi come frutto di un accordo con i duchi e i gastaldi e si mostrava all'assemblea dei suoi guerrieri come il saggio signore, guidato da Dio, di un regno saldo e coeso.
L'obiettivo generale dell'attività legislativa fu di garantire la certezza del diritto, per ridurre i rischi di conflitti interni. Operò quindi in particolare negli ambiti più frequentemente forieri di contrapposizioni: il diritto di famiglia, la compravendita e l'abigeato, la validità dei documenti, il diritto di pegno. Favorì l'attività dei giudici per ottenere sentenze rapide e si prodigò per i deboli, senza limitarsi ad affermazioni di principio: tutelò dal rischio di perdita di beni i minorenni e le donne libere, difese i debitori dagli interventi troppo brutali dei creditori, proibì la vendita di ex liberi come schiavi al di fuori dell'Italia, difese l'integrità del matrimonio tra i membri delle classi inferiori (aldii e schiavi).
Tutelò la Chiesa cattolica, nella quale ormai si riconosceva la stragrande maggioranza dei Longobardi, riconoscendo tra l'altro alle chiese l'inviolabilità, ponendo le monache sotto la sua diretta e particolare protezione, vietando alcune pratiche pagane e introducendo nel diritto matrimoniale longobardo le prescrizioni del diritto canonico.
Per rafforzare la tutela del demanio regio, emanò norme che impedivano ai gastaldi e agli altri amministratori l'alienazione di beni pubblici senza la sua esplicita autorizzazione raccolte ad esempio nella Notitia de actoribus regis.

#### Le campagne militari

I domini longobardi dopo le conquiste di Liutprando

Insediatosi dopo un periodo di guerre civili, in un primo momento perseguì una politica di pacificazione con l'Impero bizantino e con Roma, tanto da costringere il duca di Spoleto, Faroaldo II, a restituire ai bizantini il porto ravennate di Classe (712-713). Ancora nel 715 sembrò voler rimanere nel solco del trattato di pace siglato nel 680 con Bisanzio da Pertarito e Cuniperto: come atto di amicizia e di devozione verso il nuovo papa, Gregorio II, gli restituì il patrimonio delle Alpi Cozie, che era stato nuovamente confiscato dopo la morte di Ariperto II.
La debolezza dell'Impero bizantino, sconvolto dalle lotte interne seguite alla fine della dinastia di Eraclio I (711), favoriva l'allontanamento delle province italiane, provate da un'insostenibile pressione fiscale. L'inazione, da parte di Liutprando, avrebbe a quel punto potuto alienargli il sostegno popolare, sempre incline, tra i Longobardi, a non lasciar cadere lo spirito guerriero che li aveva sempre caratterizzati. La facilità del saccheggio nel colpo di mano su Classe aveva dimostrato come la situazione fosse favorevole a una ripresa dell'espansione ai danni dei domini bizantini in Italia. Nel 717 quindi, sfruttò l'attacco degli Arabi all'impero per attaccare e saccheggiare la ricca Ravenna, ormai debole esarcato bizantino Ravenna. Contemporaneamente, e con un'azione concertata, il Duca di Spoleto occupò Narni e il Duca di Benevento si impadronì di Cuma. I colpi di mano portarono all'interruzione dei contatti tra Roma e gli altri possedimenti bizantini in Italia, ma gli esiti furono di breve durata: presto Liutprando si ritirò a nord, mentre il duca bizantino di Napoli, Giovanni I, riconquistò Cuma.
In seguito (726) Liutprando sfruttò le agitazioni causate dalla politica iconoclasta dell'imperatore bizantino Leone III per intraprendere una nuova campagna. Bisanzio appesantì la pressione fiscale anche sull'Esarcato d'Italia. Per reazione, divamparono rivolte contro l'Impero bizantino in diverse città. Liutprando, approfittando del clima infuocato, attraversò il fiume Po ed invase l'Esarcato occupando Bologna e minacciando Ravenna. Tra il 727 e il 728 si sottomisero a Liutprando diverse località fortificate dell'Æmilia (Frignano, Monteveglio, Busseto, Persiceto) nonché Osimo, nella Pentapoli.
Nell'Italia centro-meridionale si era intanto rafforzato il legame tra la Santa Sede e i ducati di Spoleto e di Benevento, che cercavano nel papa un appoggio alle loro ambizioni di indipendenza da Pavia. Nel 729, con un rovesciamento di alleanze, Liutprando scese a patti con l'esarca, Eutichio: un accordo rivolto, nella prospettiva del re, contro i duchi autonomisti e, in quella dell'esarca, contro il papa "ribelle". Liutprando marciò su Spoleto e ottenne la sottomissione dei duchi Trasamondo II (Spoleto) e Romualdo II (Benevento), che gli giurarono fedeltà e gli offrirono ostaggi come pegno. Poi si portò sotto le mura di Roma, per poter trattare da una posizione di forza con il papa. Incontrò Gregorio II, al quale attestò la sua devozione (i Longobardi si erano convertiti al cattolicesimo alla fine del VII secolo), e si recò in preghiera sulla Tomba di Pietro. Orchestrò poi la riappacificazione tra il papa e l'esarca, sancendo così l'apice della potenza del regno longobardo: non soltanto egli esercitava un effettivo potere su tutti i ducati longobardi, ma era anche arbitro delle poche e divise aree bizantine rimaste in Italia (l'Esarcato di Ravenna comprendente Roma).
Intorno al 732, mentre Liutprando si trovava a Benevento per riaffermare l'autorità del potere centrale sul riottoso ducato, suo nipote Ildebrando e il duca di Vicenza Peredeo riuscirono a espugnare la stessa Ravenna. La conquista, che sembrava preludere all'unificazione dell'intera Italia sotto la corona longobarda, si rivelò però per il momento effimera: dopo breve tempo la flotta di Venezia, chiamata in aiuto dal nuovo papa Gregorio III, riportò la capitale dell'Esarcato sotto l'autorità bizantina. Peredeo cadde e Ildebrando fu fatto prigioniero, ridando slancio ai bizantini; il duca bizantino di Perugia, Agatone, tentò la riconquista di Bologna, ma venne duramente sconfitto dall'esercito longobardo (benché Liutprando fosse ancora a Benevento).
Con la nomina a papa di Zaccaria Liutprando tornò a cercare il consenso pontificio: i due si incontrarono, nel 743, a Terni dove il re longobardo fece atto di rinuncia al possesso di alcune città umbre occupate nel 742, allorché aveva annesso i ducati di Spoleto e di Benevento, donando al ducato romano Narni, Blera, Orte, Bomarzo e Terni. Per la seconda volta è il pontefice il rappresentante supremo degli ex-territori bizantini nel Lazio
(Pauli Continuationes, III , 9-18)
Invase quindi l'Esarcato, occupò Cesena e assediò Ravenna. Zaccaria intervenne tuttavia come mediatore e, appellandosi alla religiosità del sovrano, indusse Liutprando a conservare lo status quo.

#### L'opposizione interna
Nonostante il largo seguito di cui godeva tra il suo popolo, Liutprando fu oggetto di diversi attacchi personali. All'inizio del suo regno scampò miracolosamente a un attentato ordito da un suo parente, Rotari.
Nel 732, dopo la morte del duca di Benevento Romualdo II (che aveva sposato una nipote di Liutprando, dalla quale aveva avuto un figlio, Gisulfo, ancora minorenne), dovette fronteggiare l'opposizione della fazione autonomista, capeggiata dal gastaldo Audelais. Liutprando depose l'usurpatore e insediò come duca, in attesa della maggiore età di Gisulfo, un altro suo nipote (Gregorio, già duca di Chiusi), riportando il ducato sotto il suo pieno controllo.
Altre minacce alla sua opera di consolidamento del potere centrale gli vennero dal potente duca del Friuli, Pemmone. Negli anni Trenta sfruttò una contesa che opponeva il duca al patriarca di Aquileia Callisto, per deporre Pemmone e sostituirlo con il fedele Rachis, nipote del re (737).
Nel 739, un'altra rivolta del duca di Spoleto, Trasamondo II, compromise la pace; Liutprando marciò su Spoleto e insediò come duca un suo fedele, Ilderico, mentre Trasamondo cercò rifugio a Roma, presso papa Gregorio III. Il papa non consegnò l'alleato al re, che cinse d'assedio Roma, saccheggiò il suo contado e fece rasare e vestire i nobili romani secondo l'uso longobardo, chiaro segnale della sua volontà di farne suoi sudditi. Prima di rientrare a Pavia, in agosto, occupò le roccaforti di Amelia, Orte, Bomarzo e Blera. Il papa chiese aiuto al maggiordomo di palazzo franco, Carlo Martello, e riprese l'iniziativa non appena Liutprando si fu allontanato: affidò un esercito a Trasamondo, che in dicembre rioccupò Spoleto ed eliminò Ilderico. Contemporaneamente moriva a Benevento il fedele Gregorio e il partito autonomista, sostenuto dal papa, elesse al suo posto Godescalco (740).
Liutprando non accettò un simile ridimensionamento della sua opera unificatrice e tornò ad attaccare Ravenna, devastando l'Esarcato e il ducato romano. Nel 741, quando preparava un nuovo attacco a Roma, papa Gregorio III morì e il suo successore, Zaccaria, abbandonò Trasamondo in cambio della restituzione delle quattro roccaforti. Nel 742 Liutprando marciò verso sud e affrontò in battaglia l'esercito bizantino-spoletino tra Fano e Fossombrone. Nello scontro si distinsero i figli del duca del Friuli, Rachis e Astolfo. Liutprando entrò a Spoleto, imprigionò e fece rinchiudere in convento Trasamondo e lo sostituì con il nipote Agiprando, già duca di Chiusi. Calò quindi su Benevento; Godescalco fu ucciso mentre tentava la fuga e sul trono ducale salì finalmente Gisulfo, ora maggiorenne.

#### La politica religiosa e la Donazione di Sutri
Definiva se stesso re cattolico e i Longobardi popolo cattolico e si adoperò per il rafforzamento della Chiesa. Accanto all'attività legislativa, favorì il consolidamento delle strutture ecclesiastiche. Istituì la diocesi di Ceneda trasferendola da Oderzo e si propose come mediatore nei conflitti che opponevano, in Toscana, quella di Siena ad Arezzo e quella di Lucca a Pistoia.

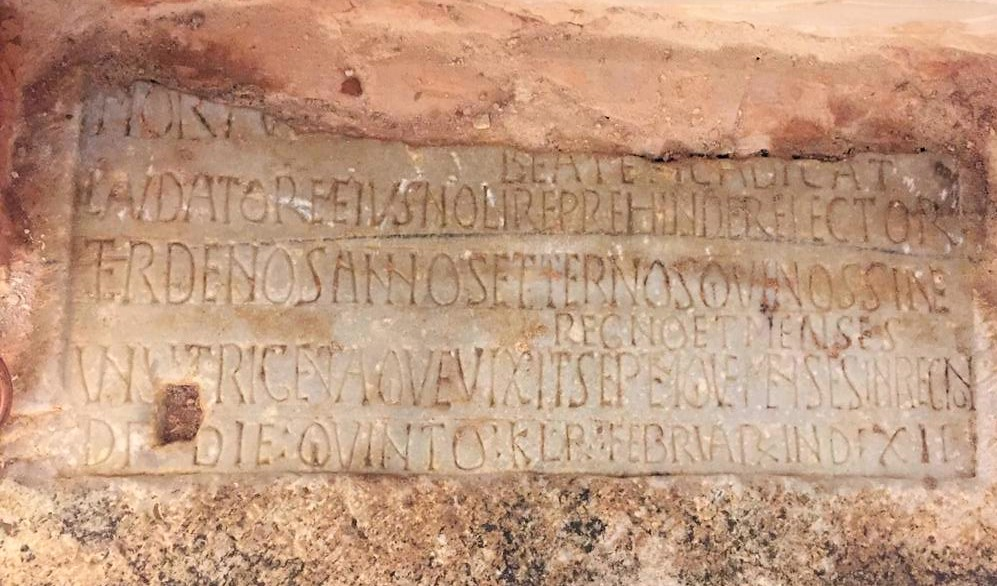
Frammento dell'epigrafe del re rinvenuta all'interno della cripta del duomo di Pavia nel 2018.

Fu il primo re longobardo ad avere una cappella palatina, dove ogni giorno veniva tenuto il servizio divino. Istituì chiese e monasteri; fondò quello di San Pietro in Ciel d'Oro a Pavia e sostenne quello del Monte Bardone. La religione cattolica divenne un nuovo elemento di coesione del regno, essendo ormai la fede comune tanto dei dominatori longobardi quanto dei sudditi romanici.
Nel 728, nel quadro della sua campagna espansionista ai danni dei domini bizantini, occupò le fortificazioni di Sutri, nella parte settentrionale del ducato romano. Dopo cinque mesi, e in seguito alle pressanti insistenze del Papa Gregorio II, donò il borgo e alcuni castelli "agli apostoli Pietro e Paolo". Si trattava del primo nucleo del potere territoriale della Chiesa cattolica, passato alla storia come Donazione di Sutri.

#### La politica estera
Dopo la morte di Pertarito i sovrani longobardi avevano dedicato scarse attenzioni alle relazioni con gli altri regni europei. Liutprando, al contrario, già prima di salire al trono aveva maturato ampia esperienza sia del Ducato di Baviera, sia del regno franco. Una volta salito sul trono, intervenne - unico tra i sovrani longobardi - più volte nelle vicende politiche europee, mirando soprattutto a mantenere un equilibrio di pace - ma che lo vedeva comunque protagonista - con i popoli confinanti (Franchi e Avari).
Nel 717 intervenne nei contrasti interni della Baviera, sostenendo il fratello di sua moglie Guntrude, Ucberto, anche occupando alcune fortificazioni di confine nel territorio di Merano.
Con il regno dei Franchi, nominalmente governato dai Merovingi ma di fatto dai maggiordomi di palazzo Carolingi, i rapporti furono inizialmente tesi, a causa della tradizionale ostilità tra questi e i Bavari alleati di Liutprando. La situazione mutò quando Carlo Martello, nel 725, intervenne a sua volta nei conflitti interni bavaresi e sposò una nipote di Guntrude. Tra il maggiordomo di palazzo franco e Liutprando prese forma uno stretto legame che si consolidò, intorno al 730, in un'alleanza formale (amicitia).
Il legame con Carlo Martello venne rafforzato nel 737, quando il sovrano de facto dei Franchi inviò a Pavia suo figlio Pipino affinché Liutprando lo adottasse. Il re lo accolse benevolmente, lo fece rasare all'uso longobardo e lo rimandò al padre con ricchi doni. L'episodio rappresentò un passaggio fondamentale nella storia dei Franchi: attraverso quell'adozione Pipino divenne figlio di re e quindi legittimato, nell'ottica del tempo, ad assumere formalmente il trono a danno della dinastia Merovingia (cosa che fece nel 751).
Nel 738 Liutprando sostenne nuovamente Carlo Martello che, impegnato in quel momento a nord contro i Sassoni, non poteva far fronte al contemporaneo attacco degli Arabi che, a sud, avevano invaso il territorio di Arles. Liutprando mobilitò il suo esercito, penetrò in Provenza e volse in fuga gli invasori. La vittoria sugli "infedeli" rafforzò anche le sue vesti di difensore della cristianità, già messe in luce quando, pochi anni prima, aveva messo in salvo dalla Sardegna (minacciata sempre dagli Arabi) quelle che si supponeva fossero le reliquie di sant'Agostino d'Ippona.

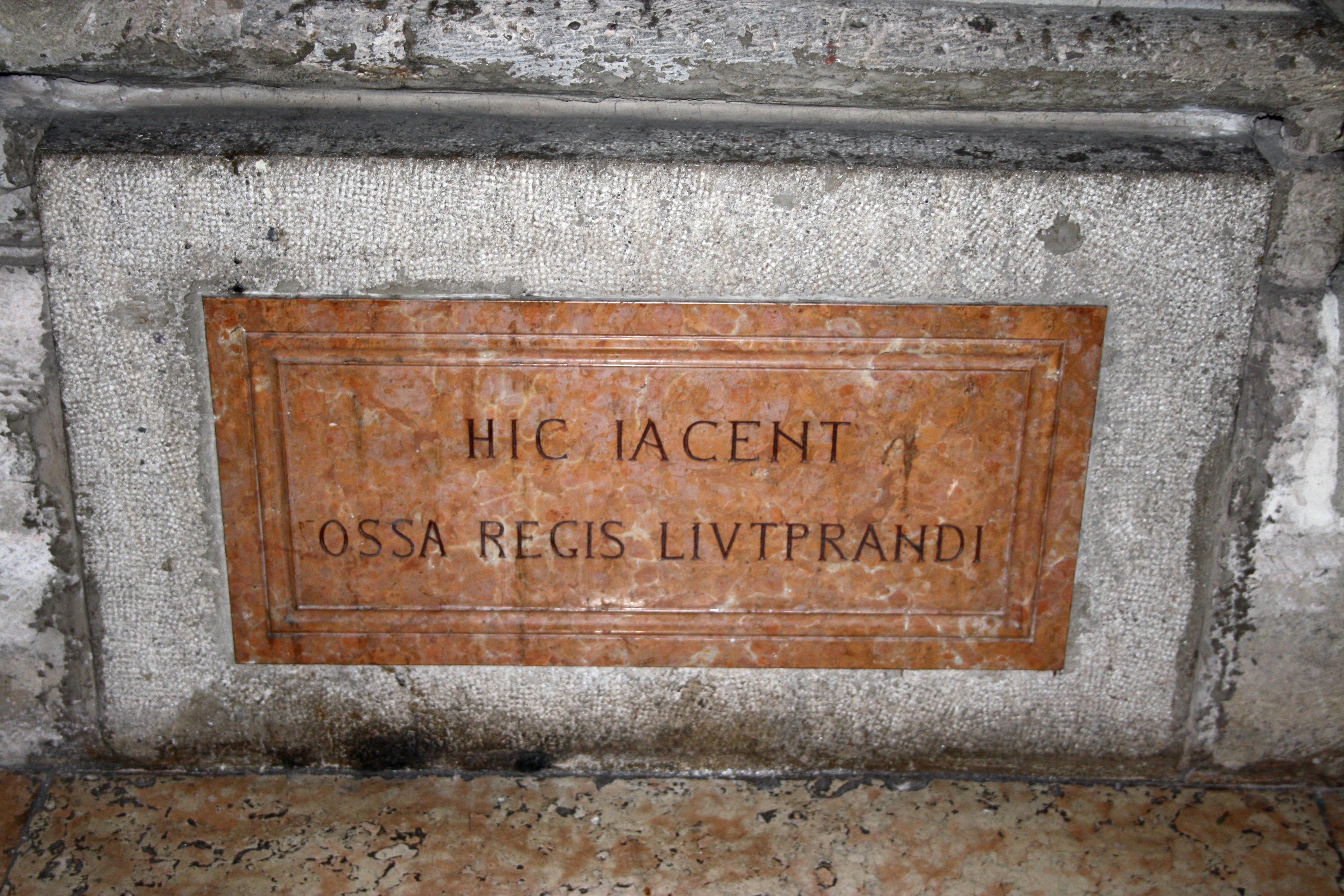
La tomba tradizionalmente attribuita a Liutprando nella Basilica di San Pietro in Ciel d'Oro a Pavia

I vantaggi dell'alleanza con i Carolingi, allora in piena ascesa, si videro immediatamente: nel 739, nel quadro delle azioni di Liutprando per affermare il proprio potere anche nel centro Italia, l'esercito longobardo saccheggiò il ducato romano e occupò varie roccaforti. Papa Gregorio III invocò l'aiuto di Carlo Martello offrendogli la sovranità sui domini bizantini in Italia, che avrebbe dichiarato decaduti. Ma il maggiordomo di palazzo franco non rispose all'appello.

#### Il mecenatismo
Legato al suo nome è il cosiddetto periodo della "Rinascenza liutprandea", momento di confronto dell'arte longobarda con i modelli classici romani, che produsse alcuni capolavori; per esempio, a Cividale del Friuli, il Tempietto Longobardo o il frammento di pluteo con testa d'agnello e i plutei di Santa Maria Teodote a Pavia. 

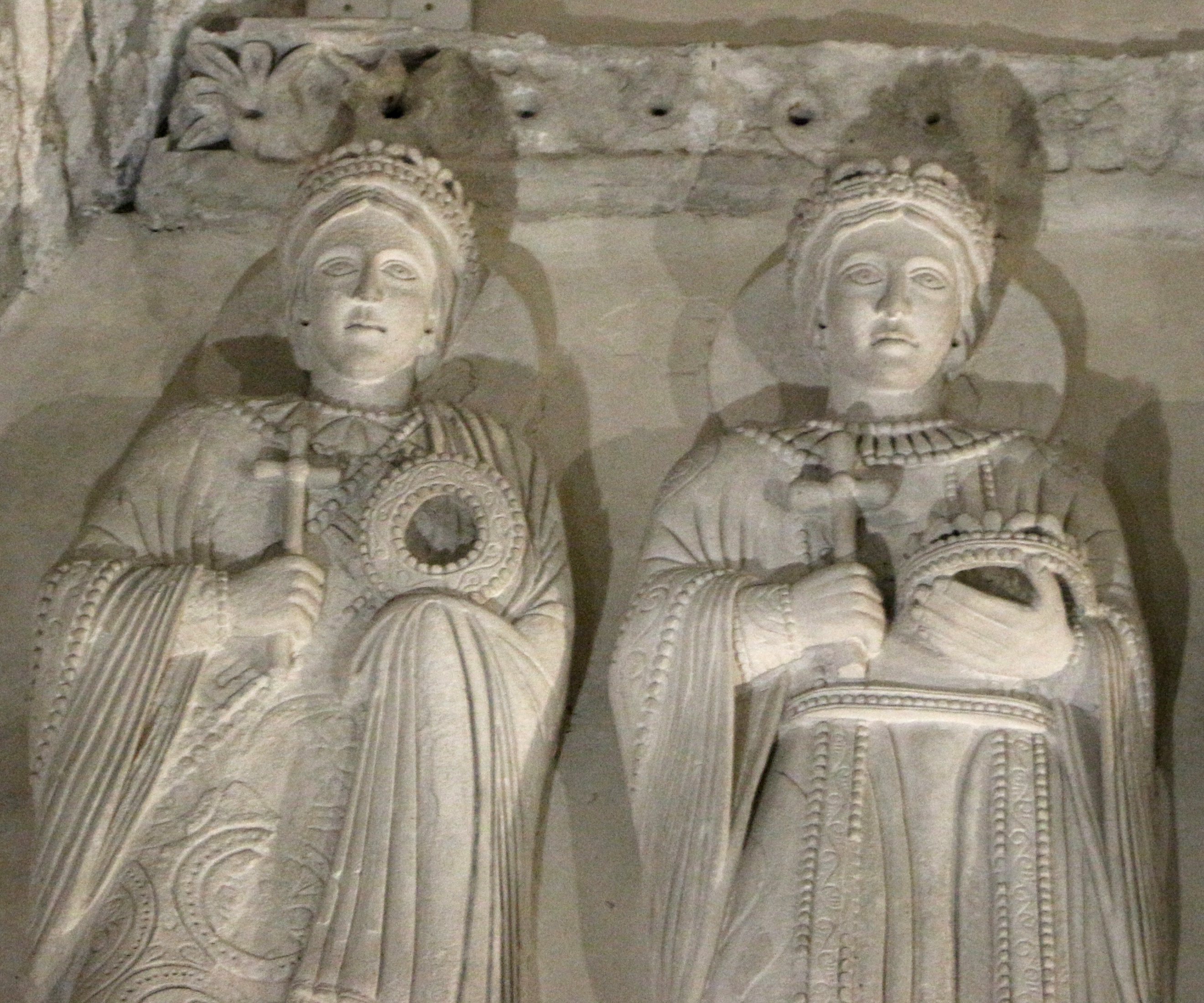
Due statue del Tempietto longobardo di Cividale, raffiguranti sante oppure nobildonne longobarde (nella Cappella Palatina voluta dal mecenate Liutprando)

Liutprando, a partire dal 729, fece realizzare un sontuoso palazzo a Corteolona, lungo l'Olona nella campagna pavese, a circa 18 chilometri più ad est del palazzo Reale e il vicino monastero di Santa Cristina. Il palazzo, nel quale soggiornarono re e imperatori fino al X secolo, era dotato di terme e di una chiesa, dedicata a Sant'Anastasio, presso la quale il sovrano istituì un monastero.

### La morte
Morì nel gennaio 744 e il suo corpo venne seppellito nella chiesa di Sant'Adriano a Pavia. Ad oggi non si sa chi sia stato il fondatore della chiesa, ma venne in ogni caso trasformata nel mausoleo di famiglia dal padre Ansprando, una scelta forse condizionata dal legame topografico con la necropoli della chiesa di Santa Maria alle Pertiche, la più antica area funeraria longobarda a Pavia. I due sovrani vennero spostati da Ulrico, abate di Ciel d’Oro dal 1169 al 1193 nella basilica di San Pietro in Ciel d'Oro, a Pavia, accanto al monastero che fu fatto costruire per custodirvi le reliquie di sant'Agostino, prese in Sardegna nel 723 per evitare il pericolo di profanazione da parte dei Saraceni e donate alla città di Pavia. Nel 2018 le ossa del sovrano sono state al centro di una ricerca bioarcheologica e genetica. Le analisi hanno dimostrato che i resti appartenevano a tre individui di ceto elevato, dotati di una robusta muscolatura e che assumevano proteine, provenienti principalmente da carne e pesce, in misura maggiore rispetto al resto della popolazione, come hanno evidenziati i confronti con i reperti ossei provenienti da alcune necropoli di età longobarda rinvenute nell'Italia settentrionale. Di questi tre individui, due (un uomo di mezza età e uno più giovane) risalgono al VI secolo, mentre il terzo soggetto, morto intorno ai 40/50 anni, era contemporaneo di Liutprando: è quindi possibile che le ossa del terzo individuo possano appartenere al sovrano longobardo. Nel 2018, durante alcuni lavori di restauro, fu rinvenuto un frammento dell'epigrafe del sovrano all'interno della cripta del duomo di Pavia.